# ستيفن سعد
ستيفن سعد (بالإنجليزية: Stephen Saad) هو شخصية أعمال جنوب أفريقي، ولد في 1964 في ديربان في جنوب أفريقيا.